# Alžběta Hesenská (1895–1903)
Princezna Alžběta Hesenská (Elisabeth Marie Alice Viktoria; 11. března 1895, Darmstadt – 16. listopadu 1903, Skierniewice) byla hesenská princezna, jediná dcera Arnošta Ludvíka, velkovévody hesenského, a jeho první manželky, princezny Viktorie Melity Sasko-Koburské. Jméno dostala po své prababičce z otcovy strany, pruské princezně Alžbětě. Stejné jméno měla i její teta z otcovy strany a mladá princezna i její teta měly přezdívku Ella.
O Alžbětině brzké smrti se říkalo, že byla způsobena jedem určeným pro jejího strýce cara Mikuláše II., ale podle dvorního lékaře zemřela na virový tyfus, který pravděpodobně způsobilo napití se vody z kontaminovaného potoka.

## Původ a dětství

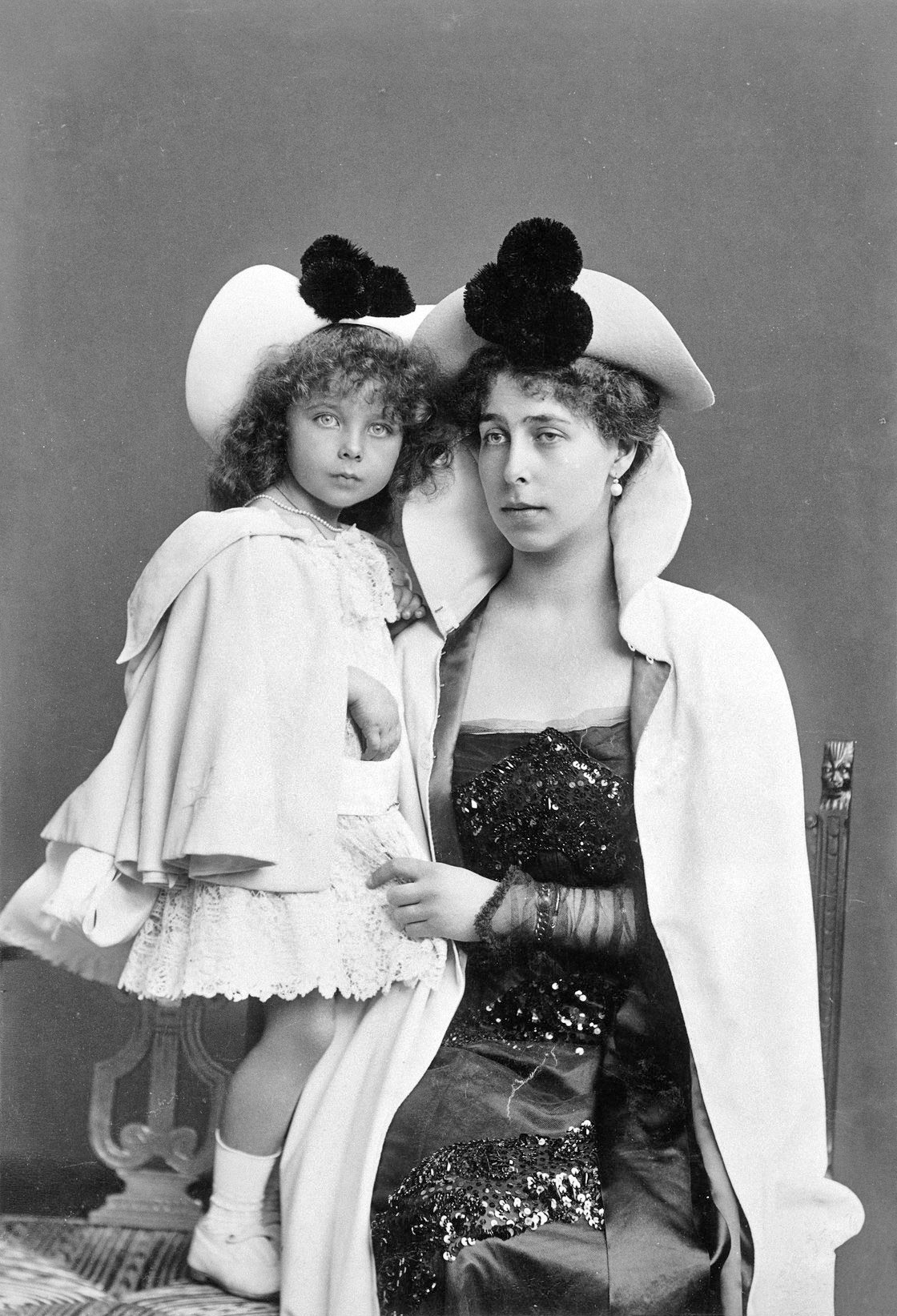
Princezna Alžběta Hesenská se svou matkou velkovévodkyní Viktorií Melitou, 1898

Princezna Alžběta Hesenská se narodila 11. března 1895 v Darmstadtu. Alžbětini rodiče, přezdívaní Ernie a Ducky, byli příbuzní z prvního kolena, kteří se vzali na popud své společné babičky, královny Viktorie. Manželství bylo od počátku nešťastné. Princezně Viktorii Melitě bylo v době Alžbětina narození osmnáct let. Měla Alžbětu ráda, ale těžko mohla konkurovat Arnoštově oddanosti jejich dceři.
Margaretta Eagarová, vychovatelka dcer cara Mikuláše II., popsala Alžbětu jako „milé a krásné dítě s širokýma šedomodrýma očima a bohatými tmavými vlasy. Byla velmi podobná své matce, a to nejen v obličeji, ale i ve způsobech“. Čtyřletá Alžběta si přála sestřičku a snažila se přesvědčit tetu a strýce, aby rodiče nechali adoptovat jednu z jejích sestřenic z otcovy strany, Taťánu nebo Marii. Její rodiče spolu měli pouze jedno další dítě, syna v roce 1900, který se však narodil mrtvý.

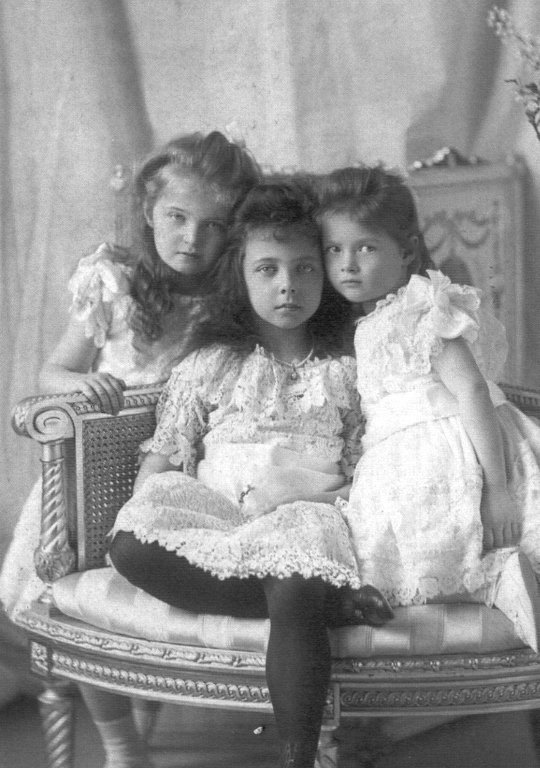
Princezna Alžběta (uprostřed) se svými sestřenicemi, velkokněžnou Olgou Nikolajevnou (vlevo) a velkokněžnou Taťánou Nikolajevnou (vpravo), 1900

Oblíbila si ji její prababička, královna Viktorie, která holčičku nazývala „mým miláčkem“. Královna Viktorie odmítla povolit rozvod nešťastně provdané Viktorie a Arnošta kvůli Alžbětě. Byla to právě Alžběta, kterou královna Viktorie požádala, aby ji v roce 1899 viděla jako první a přijala od ní blahopřání k osmdesátým narozeninám. Když dítě uslyšelo, jak se po silnici pod hradem Windsor blíží vůz s poníkem královny Viktorie, čtyřletá Alžběta vyběhla na balkon, zamávala a zavolala: „Babičko, jsem tady!“
Alžbětina babička z matčiny strany, vévodkyně vdova Sasko-Kobursko-Gothajská, přivedla 22. ledna 1901 pětiletou Alžbětu ke královně Viktorii na její smrtelné lože. Poté, co královna zemřela, odvedli dítě k jejímu tělu a řekli mu, že její prababička odešla k andělům; „ale já nevidím křídla“, zašeptala Alžběta. Během pohřbu královny Viktorie seděla Alžběta vedle svého bratrance z druhého kolena prince Eduarda z Yorku (rodinou a přáteli nazývaného David, později se stal v roce 1936 králem Eduardem VIII.) „Malý sladký David se během obřadu choval tak dobře,“ napsala jeho teta Maud, “a byl povzbuzován tou malou hesenskou dívkou, která ho vzala pod svou ochranu a držela ho většinu času kolem krku. Vypadali jako rozkošný malý pár."
V říjnu 1901, po smrti královny Viktorie, se Alžbětini rodiče definitivně rozvedli. Její matka obnovila předchozí románek s jiným bratrancem, svým budoucím manželem, ruským velkoknížetem Kirillem Vladimirovičem. Její otec byl podle matčiných dopisů přistižen při laškování s domácím služebnictvem. Rozvod rodičů znamenal, že Alžběta dělila svůj rok mezi Darmstadt a matčin nový domov v Coburgu. Alžběta zpočátku matce nedůvěřovala a rozvod nesla s nelibostí, ačkoli se Viktorie během návštěvy u Alžběty na jaře 1902 snažila vztahy s dcerou napravit, což se jí podařilo jen částečně.

## Smrt

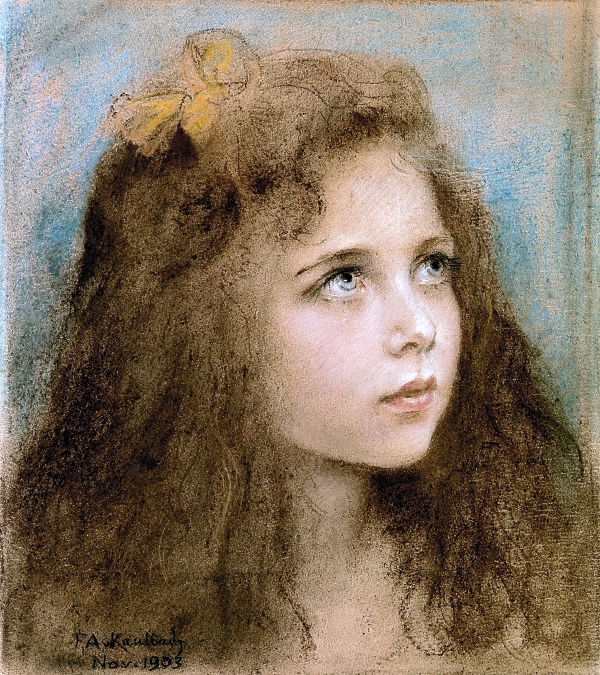
Princezna Alžběta na portrétu Friedricha Augusta von Kaulbach, 1903

6. října 1903 uspořádal Arnošt v Darmstadtu velkou rodinnou oslavu svatby své neteře, princezny Alice z Battenbergu, s řeckým a dánským princem Ondřejem. O několik týdnů později vzal Alžbětu na návštěvu ke své mladší sestře, carevně Alexandře Fjodorovně, jejímu manželovi, caru Mikuláši II. a jejich rodině. Na loveckém zámečku císařské rodiny v polských Skierniewicích chodila Alžběta na dlouhé procházky a pořádala pikniky v lese se svými příbuznými.
Jednoho rána se osmiletá Alžběta probudila s bolestí v krku a na hrudi, což ruský dvorní lékař přičítal přílišnému vzrušení s bratranci a sestřenicemi v předchozím dni. Její horečka stoupla na 40 stupňů. Její rodina nevěřila, že by její nemoc byla vážná, a pokračovala v plánech na tento den a navštívila divadlo podle plánu. K večeru měla Alžběta ještě větší bolesti a začala lapat po dechu. Z Varšavy byl přivolán odborník. Specialista jí dal injekce s kofeinem a kafrem, aby povzbudil její zpomalující se srdce, ale bez úspěchu.
„Najednou se posadila na posteli a širokýma, vyděšenýma očima se dívala z jednoho na druhého,“ napsala chůva. „Náhle vykřikla: „Umírám! Umírám!“ Přemlouvali jsme ji, aby si znovu lehla, ale zůstala rozrušená. Dítě se ke mně obrátilo a úzkostlivě řeklo: „Pošli mamince telegram." Začala si povídat se svými sestřenicemi a zdálo se, že si s nimi hraje. Požádala o malou Anastázii a já jsem tu maličkou přinesla do pokoje. Umírající oči na ni na okamžik spočinuly a Anastázie řekla: „Chudák sestřenice Ella! Chudák princezna Alžběta!“ Odnesla jsem dítě z pokoje." Lékaři Alexandře řekli, že je třeba vyrozumět matku dítěte, ale telegram přišel až následujícího rána, kdy byla Alžběta již mrtvá. Pitva po její smrti potvrdila, že zemřela na virový tyfus, ačkoli se proslýchalo, že jedla z otráveného pokrmu určeného pro cara.

## Pohřeb
Tělo Alžběty bylo uloženo do stříbrné rakve, daru od Mikuláše II., pro cestu zpět do Darmstadtu. Její otec zařídil bílý pohřeb s bílými místo černých pohřebních oděvů, bílými květinami a bílými koňmi v průvodu. Hesenský lid se na pohřební průvod přišel podívat po tisících a „vzlykal tak jednohlasně, že jsem to slyšel“, napsal Arnošt.
Arnoštův bratranec, německý císař Vilém II., vyjádřil den poté v dopise carovi Mikuláši II. šok nad smrtí dítěte. „Jak byla toho dne ve Wolfsgartenu radostná a veselá, když jsem tam byl, tak plná života a zábavy a zdraví... Jaká strašná srdcervoucí rána pro ubohého Ernieho, který tu malou kouzelnici tak miloval!"
Alžběta byla pohřbena v Rosenhöhe spolu s dalšími členy hesenské velkovévodské rodiny.

## Vývod z předků
|                  |                                 |  |                                    |                                     |  |  |  |  |  |  |  | Ludvík II. Hesenský |
|                  |                                 |  |                                    |                                     |  |  |  |  |  |  |  |                     |
|                  | Karel Hesenský                  |  |                                    |                                     |  |  |  |  |  |  |  |                     |
|                  |                                 |  |                                    |                                     |  |  |  |  |  |  |  |                     |
|                  |                                 |  |                                    | Vilemína Luisa Bádenská             |  |  |  |  |  |  |  |                     |
|                  |                                 |  |                                    |                                     |  |  |  |  |  |  |  |                     |
|                  | Ludvík IV. Hesenský             |  |                                    |                                     |  |  |  |  |  |  |  |                     |
|                  |                                 |  |                                    |                                     |  |  |  |  |  |  |  |                     |
|                  |                                 |  |                                    | Vilém Pruský                        |  |  |  |  |  |  |  |                     |
|                  |                                 |  |                                    |                                     |  |  |  |  |  |  |  |                     |
|                  | Alžběta Pruská                  |  |                                    |                                     |  |  |  |  |  |  |  |                     |
|                  |                                 |  |                                    |                                     |  |  |  |  |  |  |  |                     |
|                  |                                 |  |                                    | Marie Anna Hesensko-Homburská       |  |  |  |  |  |  |  |                     |
|                  |                                 |  |                                    |                                     |  |  |  |  |  |  |  |                     |
|                  | Arnošt Ludvík Hesenský          |  |                                    |                                     |  |  |  |  |  |  |  |                     |
|                  |                                 |  |                                    |                                     |  |  |  |  |  |  |  |                     |
|                  |                                 |  |                                    | Arnošt I. Sasko-Kobursko-Gothajský  |  |  |  |  |  |  |  |                     |
|                  |                                 |  |                                    |                                     |  |  |  |  |  |  |  |                     |
|                  | Albert Sasko-Kobursko-Gothajský |  |                                    |                                     |  |  |  |  |  |  |  |                     |
|                  |                                 |  |                                    |                                     |  |  |  |  |  |  |  |                     |
|                  |                                 |  |                                    | Luisa Sasko-Gothajsko-Altenburská   |  |  |  |  |  |  |  |                     |
|                  |                                 |  |                                    |                                     |  |  |  |  |  |  |  |                     |
|                  | Alice Sasko-Koburská            |  |                                    |                                     |  |  |  |  |  |  |  |                     |
|                  |                                 |  |                                    |                                     |  |  |  |  |  |  |  |                     |
|                  |                                 |  |                                    | Eduard August Hannoverský           |  |  |  |  |  |  |  |                     |
|                  |                                 |  |                                    |                                     |  |  |  |  |  |  |  |                     |
|                  | královna Viktorie               |  |                                    |                                     |  |  |  |  |  |  |  |                     |
|                  |                                 |  |                                    |                                     |  |  |  |  |  |  |  |                     |
|                  |                                 |  |                                    | Viktorie Sasko-Kobursko-Saalfeldská |  |  |  |  |  |  |  |                     |
|                  |                                 |  |                                    |                                     |  |  |  |  |  |  |  |                     |
| Alžběta Hesenská |                                 |  |                                    |                                     |  |  |  |  |  |  |  |                     |
|                  |                                 |  |                                    |                                     |  |  |  |  |  |  |  |                     |
|                  |                                 |  | Arnošt I. Sasko-Kobursko-Gothajský |                                     |  |  |  |  |  |  |  |                     |
|                  |                                 |  |                                    |                                     |  |  |  |  |  |  |  |                     |
|                  | Albert Sasko-Kobursko-Gothajský |  |                                    |                                     |  |  |  |  |  |  |  |                     |
|                  |                                 |  |                                    |                                     |  |  |  |  |  |  |  |                     |
|                  |                                 |  |                                    | Luisa Sasko-Gothajsko-Altenburská   |  |  |  |  |  |  |  |                     |
|                  |                                 |  |                                    |                                     |  |  |  |  |  |  |  |                     |
|                  | Alfréd Sasko-Kobursko-Gothajský |  |                                    |                                     |  |  |  |  |  |  |  |                     |
|                  |                                 |  |                                    |                                     |  |  |  |  |  |  |  |                     |
|                  |                                 |  |                                    | Eduard August Hannoverský           |  |  |  |  |  |  |  |                     |
|                  |                                 |  |                                    |                                     |  |  |  |  |  |  |  |                     |
|                  | královna Viktorie               |  |                                    |                                     |  |  |  |  |  |  |  |                     |
|                  |                                 |  |                                    |                                     |  |  |  |  |  |  |  |                     |
|                  |                                 |  |                                    | Viktorie Sasko-Kobursko-Saalfeldská |  |  |  |  |  |  |  |                     |
|                  |                                 |  |                                    |                                     |  |  |  |  |  |  |  |                     |
|                  | Viktorie Melita Sasko-Koburská  |  |                                    |                                     |  |  |  |  |  |  |  |                     |
|                  |                                 |  |                                    |                                     |  |  |  |  |  |  |  |                     |
|                  |                                 |  |                                    | Mikuláš I. Pavlovič                 |  |  |  |  |  |  |  |                     |
|                  |                                 |  |                                    |                                     |  |  |  |  |  |  |  |                     |
|                  | Alexandr II. Nikolajevič        |  |                                    |                                     |  |  |  |  |  |  |  |                     |
|                  |                                 |  |                                    |                                     |  |  |  |  |  |  |  |                     |
|                  |                                 |  |                                    | Šarlota Pruská                      |  |  |  |  |  |  |  |                     |
|                  |                                 |  |                                    |                                     |  |  |  |  |  |  |  |                     |
|                  | Marie Alexandrovna Romanovová   |  |                                    |                                     |  |  |  |  |  |  |  |                     |
|                  |                                 |  |                                    |                                     |  |  |  |  |  |  |  |                     |
|                  |                                 |  |                                    | Ludvík II. Hesenský                 |  |  |  |  |  |  |  |                     |
|                  |                                 |  |                                    |                                     |  |  |  |  |  |  |  |                     |
|                  | Marie Alexandrovna              |  |                                    |                                     |  |  |  |  |  |  |  |                     |
|                  |                                 |  |                                    |                                     |  |  |  |  |  |  |  |                     |
|                  |                                 |  |                                    | Vilemína Luisa Bádenská             |  |  |  |  |  |  |  |                     |
|                  |                                 |  |                                    |                                     |  |  |  |  |  |  |  |                     |